# Guilty (album de Barbra Streisand)
Pour les articles homonymes, voir Guilty.
Albums de Barbra Streisand
Wet
(1979) Memories
(1981)
Guilty est le 22e album studio de la chanteuse américaine Barbra Streisand sorti en 1980. Il s'agit de son album le plus vendu à ce jour, avec des ventes estimées à plus de 20 millions d'exemplaires. Il a été produit et écrit par Barry Gibb des Bee Gees.

## Chansons
| 1. | Guilty (duo avec Barry Gibb) | Barry Gibb, Robin Gibb, Maurice Gibb | 4:24 |
| 2. | Woman in Love                | Barry Gibb, Robin Gibb               | 3:51 |
| 3. | Run Wild                     | Barry Gibb, Robin Gibb               | 4:06 |
| 4. | Promises                     | Barry Gibb, Robin Gibb               | 4:20 |
| 5. | The Love Inside              | Barry Gibb                           | 5:07 |

| 1. | What Kind of Fool (duo avec Barry Gibb) | Barry Gibb, Albhy Galuten | 4:04 |
| 2. | Life Story                              | Barry Gibb, Robin Gibb    | 4:34 |
| 3. | Never Give Up                           | Barry Gibb, Albhy Galuten | 3:41 |
| 4. | Make It Like a Memory                   | Barry Gibb, Albhy Galuten | 7:26 |

## Fiche technique
Cette fiche technique est adaptée du livret de Guilty.

### Musiciens
- Barbra Streisand : chant
- Barry Gibb : chant (1, 6), chœurs (1, 3, 4, 6, 7), guitare acoustique (1, 2, 3, 6, 7)
- Harold Cowart : basse (1 à 4, 6, 8, 9)
- David Hungate : basse (7)
- Steve Gadd : batterie (1 à 4, 6, 8, 9)
- Bernard Lupe : batterie (2, 6, 7)
- Dennis Bryon : batterie (7)
- Myrna Matthews : chœurs (2, 5)
- Marti McCall : chœurs (2, 5)
- Denise Maynelli : chœurs (2, 5)
- Jerry Peel : cor d'harmonie (2, 3)
- Cornell Dupree : guitare (1, 8, 9)
- Lee Ritenour : guitare (4, 7)
- Pete Carr : guitare (2, 6), guitare acoustique (6), solo de guitare (9)
- George Terry : guitares (1, 4, 8, 9), guitare slide (3)
- Richard Tee : piano électrique (1, 2, 3, 6, 8), piano (2, 9), clavinet (8), guitare électrique (5)
- George Bitzer : piano (1, 4, 6, 7), piano électrique (1), synthétiseurs (5, 7), solo de synthétiseur (8)
- Whit Sidener : saxophone baryton (4, 9)
- Dan Bonsanti : saxophone ténor (4, 9)
- Neal Bonsanti : saxophone ténor (4, 9)
- Joe Lala : shaker (1, 2, 4, 9), kabassa (1, 9), tambourin (4), cliquette (7), cymbales (9), congas (9), güiro (9), maracas (9), sonnaille (9), timbales (9), triangle (9),
- Albhy Galuten : synthétiseurs (4 à 7)
- Mike Katz : trombone (6, 7)
- Peter Graves : trombone (4, 6, 7, 9)
- Ken Faulk : trompette (4, 6, 7, 9)
- Brett Murphy : trompettes (4, 6, 7, 9)
- Bud Burridge : trompettes (7)

### Équipe technique
- Enregistré aux studios Criteria (Miami), Mediasound Studios (New York) et Sound Labs Studios (Hollywood)
- Barry Gibb : réalisation artistique, arrangements des cordes et des cuivres
- Albhy Galuten : réalisation artistique, arrangements des cordes et des cuivres
- Karl Richardson : ingénieur du son, réalisation artistique, mixage
- Gene Orloff : arrangements des cordes
- Peter Graves : arrangements des cuivres
- Don Gehman : ingénieur du son, mixage
- Charles Koppelman : producteur exécutif
- Bob Carbone : mastering (A&M Records)
- Linda Gerrity : coordinatrice de production pour the Entertainment Company
- Carl Beatty : assistant ingénieur
- Michael Guerra : assistant ingénieur
- Dennis Hetzendorfer : assistant ingénieur
- Dale Peterson : assistant ingénieur
- Robert Shames : assistant ingénieur
- Sam Taylor : assistant ingénieur
- Patrick Von Weignt : assistant ingénieur

## Classements
| Classement (1980-1981)             | Meilleure position |
| ---------------------------------- | ------------------ |
| Australie (Kent Music Report)      | 1                  |
| Allemagne (Media Control AG)       | 4                  |
| Autriche (Ö3 Austria Top 40)       | 1                  |
| Canada (RPM)                       | 3                  |
| États-Unis (Billboard 200)         | 1                  |
| Finlande (Suomen virallinen lista) | 1                  |
| France (IFOP)                      | 1                  |
| Japon (Oricon)                     | 9                  |
| Norvège (VG-lista)                 | 1                  |
| Nouvelle-Zélande (RIANZ)           | 1                  |
| Pays-Bas (Mega Album Top 100)      | 1                  |
| Royaume-Uni (UK Albums Chart)      | 1                  |
| Suède (Sverigetopplistan)          | 1                  |

| Classement (1980)             | Position |
| ----------------------------- | -------- |
| Australie (Kent Music Report) | 22       |
| France (IFOP)                 | 8        |
| Nouvelle-Zélande (RIANZ)      | 11       |
| Pays-Bas (Mega Album Top 100) | 2        |
| Royaume-Uni (UK Albums Chart) | 9        |

| Classement (1981)             | Position |
| ----------------------------- | -------- |
| Allemagne (Media Control AG)  | 21       |
| Australie (Kent Music Report) | 28       |
| Autriche (Ö3 Austria Top 40)  | 8        |
| Canada (RPM)                  | 39       |
| États-Unis (Billboard 200)    | 12       |
| Nouvelle-Zélande (RIANZ)      | 43       |

## Certifications
| Pays                         | Certification | Ventes    |
| ---------------------------- | ------------- | --------- |
| Allemagne (BVMI)             | Platine       | 500 000   |
| Australie (ARIA)             | 6 × Platine   | 420 000   |
| États-Unis (RIAA)            | 5 × Platine   | 5 000 000 |
| Finlande (Musiikkituottajat) | Platine       | 57 106    |
| France (SNEP)                | 2 × Platine   | 908 400   |
| Royaume-Uni (BPI)            | Platine       | 300 000   |